# Смирнов, Валерий Валентинович
Валерий Валентинович Смирнов (23 августа 1939 года, Карабаш, Челябинская область, СССР — 17 июня 1994 года, Кизильский район, Челябинская область, РФ) — советский российский государственный деятель. Начальник УВД облисполкома Челябинской области (1986—1994), генерал-майор. Депутат Верховного Совета РСФСР, РФ.

## Биография

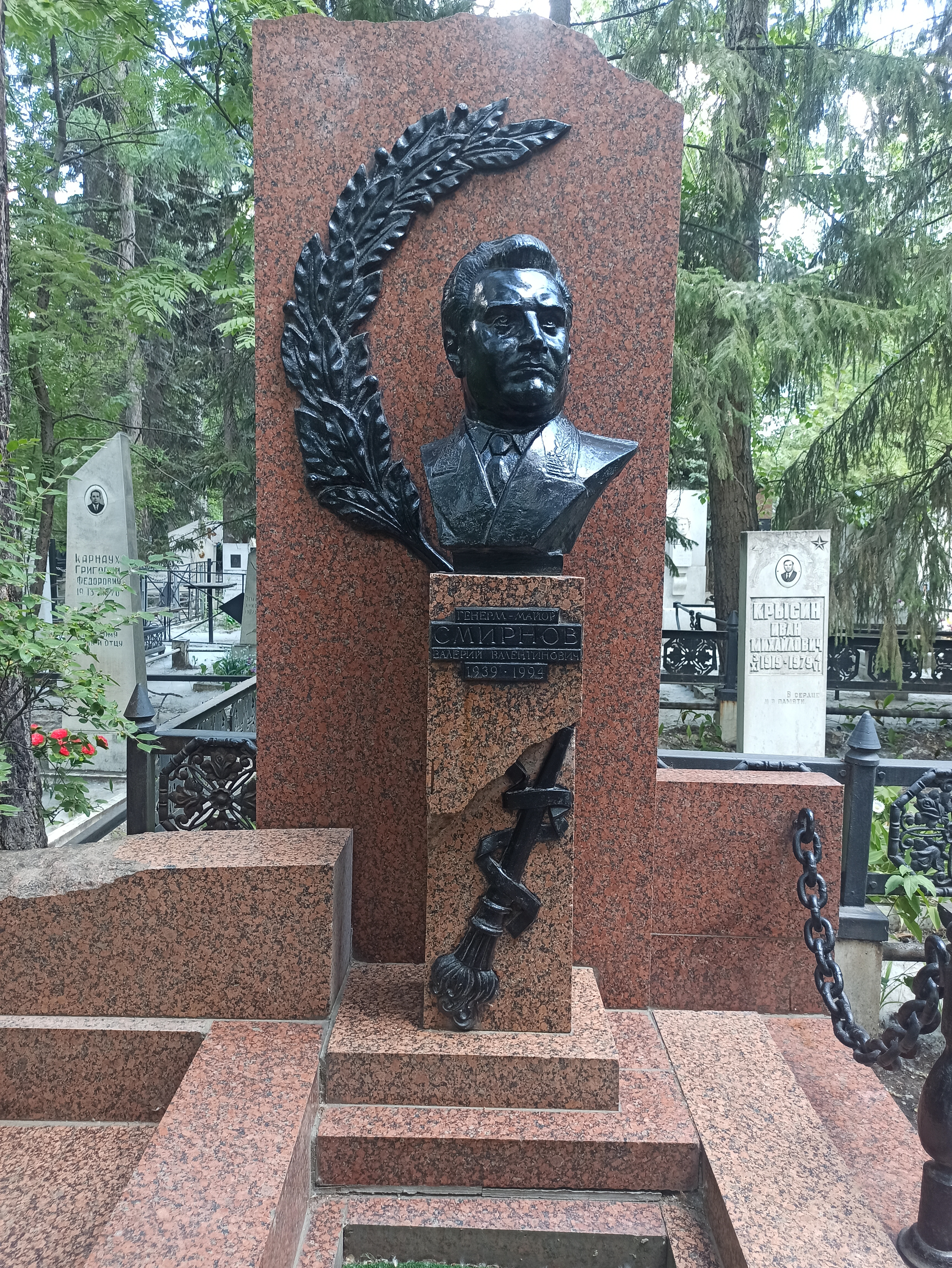
Памятник на могиле В. В. Смирнова, Челябинск

С 1962 оперуполномоченный уголовного розыска Пластовского городского отдела милиции.
В 1968 году окончил высшую школу МВД.
В 1978 году окончил Академию МВД СССР.
В марте 1983 года был командирован в Демократическую Республику Афганистан (ДРА).
С апреля 1984 года — начальник Юж.-Урал. УВД на транспорте.
С сентября 1987 года — начальник УВД Челябинской области.
Народный депутат РФ (1990—1993), член Комитета Верховного Совета РФ по делам инвалидов, ветеранов войны и труда, социальной защите военнослужащих и членов их семей. Заслуженный работник МВД (1986 год).